# تجلط الشريان الكبدي
تجلط الشريان الكبدي، يحدث عندما تتشكل جلطة دموية في الشريان الذي يزود الكبد بالدم، وقد يحدث تجلط الشريان الكبدي كمضاعفة بعد عملية زراعة الكبد، ويمثل المضاعفة الأكثر شيوعًا لعملية زراعة الكبد، ويزيد تدخين التبغ من خطر الإصابة بتجلط الشريان الكبدي لدى الأشخاص الذين خضعوا لعملية زراعة الكبد.
قد يتسبب تجلط الشريان الكبدي في حدوث ارتفاعات شديدة في مصل ناقلة الأمين وناقلة أمين الألانين وناقلة أمين الأسبارتات، وغالباً ما تكون ناقلة أمين الأسبارتات أكبر من ناقلة أمين الألانين، وعادة ما يتم تشخيص تجلط الشريان الكبدي باستخدام جهاز تخطيط صدى القلب الدوبلري، على الرغم من أنه يمكن تشخيصه باستخدام التصوير المقطعي المحوسب أو التصوير بالرنين المغناطيسي.
يشمل علاج تجلط الشريان الكبدي الحاد الذي تم تطويره مؤخرًا أدوية مضادات التخثر أو العلاج بمحلل الفبرين لتفتيت الجلطة الدموية أو إعادة تروية الأوعية الدموية جراحياً، وإذا حدث تجلط الشريان الكبدي الحاد بعد زراعة الكبد، فقد يكون من الضروري إعادة الزرع بكبد جديد.

## العلامات والأعراض
يمكن أن يسبب تجلط الشريان الكبدي ارتفاعات حادة في إنزيمات الكبد في الدم، في ناقلة أمين الأسبارتات وناقلة أمين الألانين. وغالباً ما تكون ناقلة أمين الأسبارتات أكبر من ناقلة أمين الألانين، وعندما يحدث بعد زراعة الكبد، فإنه يتطور عادة في غضون 4 أشهر بعد الجراحة.

## التشخيص
يتم تشخيص تجلط الشريان الكبدي بجهاز تخطيط صدى القلب الدوبلري، مما يظهر نقص في تدفق الدم عبر الشريان الكبدي، ويمكن أيضًا تشخيص تجلط الشريان الكبدي باستخدام التصوير المقطعي المحوسب أو التصوير بالرنين المغناطيسي، والذي قد يُظهر دليلًا على وجود جلطة دموية داخل الشريان الكبدي.

## العلاج
يشمل علاج تجلط الشريان الكبدي الحاد أدوية مضادات التخثر، وعلاجات انحلال الفيبرين لتفتيت الجلطة الدموية، أو إعادة تروية الأوعية الدموية جراحياً، وإذا حدث تجلط الشريان الكبدي الحاد بعد زراعة الكبد، فقد يكون من الضروري إعادة الزرع بكبد جديد.
ومع ذلك، قد لا يتطلب تجلط الشريان الكبدي المزمن علاجًا، لأن التطور التدريجي للأوعية الدموية الإضافية (الدوران الرادف) وقد يكون كافياً لاحتياجات الكبد من التمثيل الغذائي.

## التكهن
يرتبط تطور تجلط الشريان الكبدي بعد فترة وجيزة من زراعة الكبد بزيادة مخاطر الوفاة (معدل الوفيات) وفشل الكبد المزروع (فقدان الطعم).

## علم الأوبئة
يعد تجلط الشريان الكبدي من أكثر المضاعفات شيوعًا التي تحدث بعد زراعة الكبد، وقد يحدث تجلط الشريان الكبدي أيضًا بعد عمليات جراحية أخرى، ويعد تجلط الشريان الكبدي والفشل الأولي اللا وظيفي السببين الأكثر شيوعًا لفشل الكبد المزروع عن العمل (فشل الطعم). ومن بين الأشخاص الذين يخضعون لعمليات زراعة الكبد، يزيد تدخين التبغ من خطر الإصابة بتجلط الشريان الكبدي.